# شپل-له-ارلمون
شهر شپل-له-ارلمون (به فرانسوی: Chapelle-lez-Herlaimont) در شهرستان شرلروآ  در استان انو  در منطقه فدرال والوون در کشور بلژیک واقع شده‌است.